# Projeto FUBELT
Projeto FUBELT (também conhecido como Track II) é o nome código atribuído a uma operação da Agência Central de Inteligência (CIA). Esta operação visava evitar que Salvador Allende chega-se ao poder antes de sua posse e para promover um golpe militar no Chile.
Os pontos principais do Projeto FUBELT são de documentos desarquivados do governo dos EUA divulgados pelo Arquivo de Segurança Nacional, em 11 de setembro de 1998, 25 anos após o golpe de estado, bem como de documentos descobertos em 1975 de um inquérito do congresso nacional.
As informações são decorrente de memorandos e relatórios sobre Projeto FUBELT que incluem reuniões entre o secretário de estado dos Estados Unidos Henry Kissinger e funcionários da CIA. , cabos da CIA à sua Santiagoestação e resumos de ação secreta em 1970-detalhando decisões e operações para minar a eleição de Salvador Allende em setembro de 1970 e promover um golpe militar.
Em novembro de 1970, o Conselho de Segurança Nacional dos Estados Unidos emitiu um documento denominado: Memorando de Segurança Nacional 93, que substituiu o FUBELT.